# Nowy Aton (monastyr)
Nowy Aton (ros. Новый Афон, Новоафонский монастырь - dosł. Nowy Athos, Monaster Nowoatoski), monaster św. Szymona Kananejczyka – prawosławny klasztor w Nowym Atonie w Abchazji, wzniesiony w II poł. XIX w., w formalnej jurysdykcji Gruzińskiego Kościoła Prawosławnego, de facto zarządzany przez niekanoniczny Abchaski Kościół Prawosławny. 

## Historia

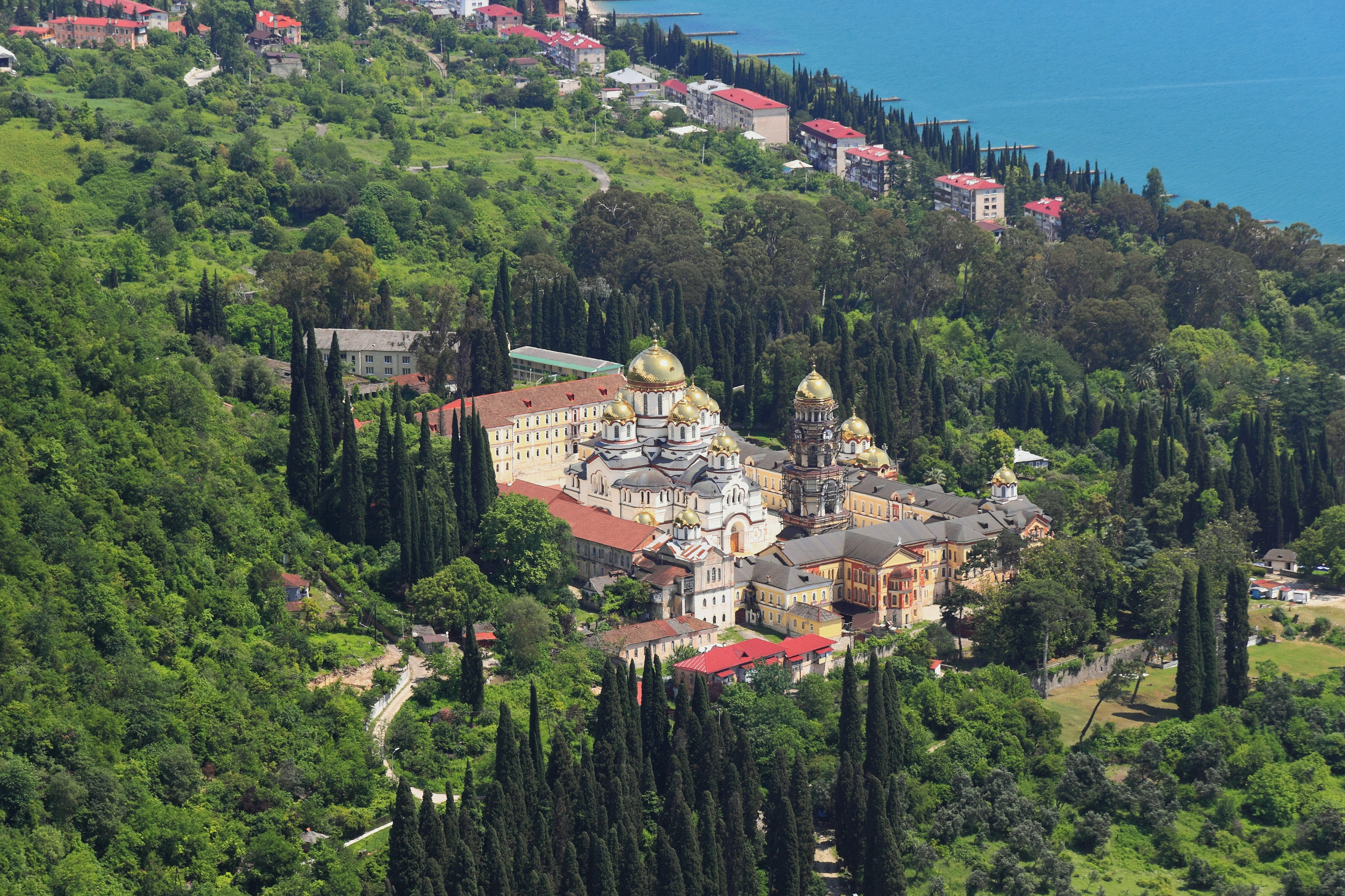
Widok z Góry Iwerskiej na monastyr Nowy Aton

Monaster został założony w 1875 przez mnichów z klasztorów Athosu. Byli to rosyjscy zakonnicy z klasztoru św. Pantelejmona, skonfliktowani z mnichami greckimi. Uzyskawszy zgodę władz rosyjskich na osiedlenie się w Abchazji, wybrali jako siedzibę monasteru miejsce przy wczesnochrześcijańskiej świątyni św. Szymona Apostoła (VI-VIII w.). W 1876 poświęcona została pierwsza cerkiew klasztorna pod wezwaniem Opieki Matki Bożej. Mnisi w szczególności prowadzili misję wśród Abchazów, wobec faktu, że większość służących w Abchazji kapłanów prawosławnych pochodziła z Gruzji wschodniej lub z Imeretii i nie znała języka abchaskiego. Rok później, w czasie wojny rosyjsko-tureckiej, po wylądowaniu w Abchazji wojsk tureckich monaster został przez nie całkowicie zniszczony. Przewidując atak turecki na Kaukazie, władze rosyjskie już wcześniej ewakuowały większość mnichów do monasteru Gelati.
Po zakończeniu działań wojennych mnisi przystąpili do odbudowy klasztoru. Zgodę na jego funkcjonowanie wydał car Aleksander II w 1879, zgadzając się równocześnie na dalsze prowadzenie przez mnichów szeroko zakrojonej działalności gospodarczej i misyjnej. Regulamin wewnętrzny klasztoru był identyczny, jak na Athosie, nazwa wspólnoty wprost odwoływała się do miejsca, z którego przybyli mnisi. Wybory przełożonych monastyru Nowy Aton miały odbywać się w macierzystym klasztorze św. Pantelejmona. Przewidziano także, że gdyby wszyscy rosyjscy mnisi musieli opuścić klasztory Athosu, zostaną przyjęci właśnie w Nowym Atonie. W 1886 syn i następca Aleksandra II, Aleksander III, osobiście odwiedził monaster, zaś jego brat Michał, namiestnik Kaukazu, otoczył wspólnotę osobistą opieką. W latach 90. XIX wieku Nowy Aton był najważniejszym prawosławnym ośrodkiem religijnym na kaukaskim wybrzeżu Morza Czarnego.  28 września 1900 miało miejsce uroczyste poświęcenie głównej świątyni klasztoru - soboru św. Pantelejmona, w którym uczestniczyło aż 300 tys. wiernych. Mnisi nie skupiali się wyłącznie na sferze religijnej, ale także zajęli się gospodarką okolicznych terenów. Wytyczyli trakt do leżącej na zachód od monasteru twierdzy Anakopia, wybudowali niewielką lokalną kolejkę do przewozu drewna z gór do monasteru, a towary które przypływały statkami, transportowano na górę kolejką liniową. Prąd dostarczała uruchomiona na rzece Psyrccha jedna z pierwszych w Imperium Rosyjskim elektrowni wodnych. Mnisi z monasteru zajmowali się na szeroką skalę sadownictwem, przyczyniając się do jego rozwoju w Abchazji. W okolicach monasteru powstały pola uprawne, pastwiska, sady i ogrody, winnice i szklarnie, pasieki i stawy rybne oraz różne fabryczki i manufaktury (młyn, tartak, cegielnia, piekarnia, winiarnia, olejarnia i liczne warsztaty rzemieślnicze). W 1915 w klasztorze przebywało 750 zakonników.

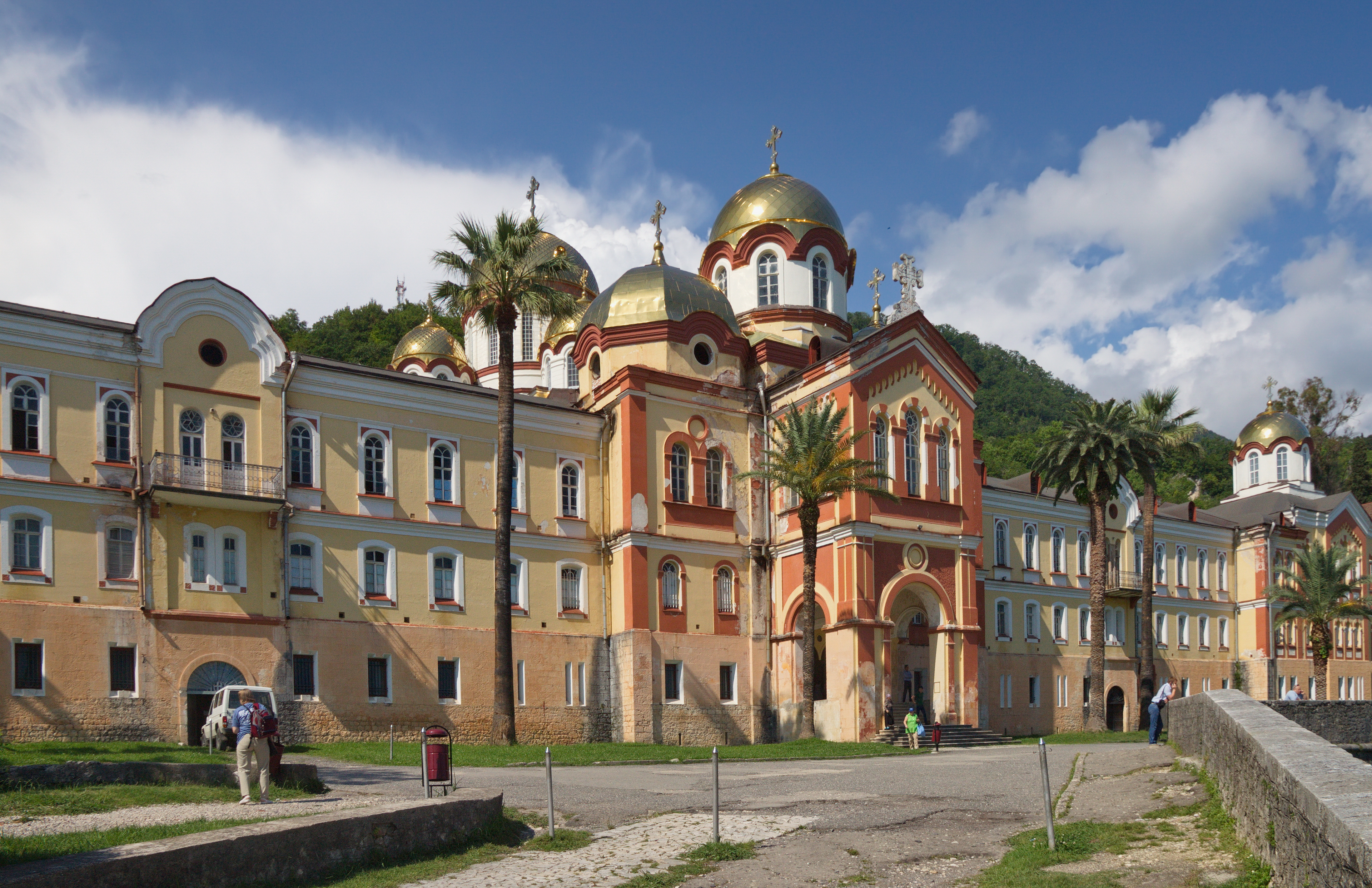
Monastyr Nowy Aton

W 1924 monaster został zlikwidowany jako "centrum propagandy kontrrewolucyjnej". Większość cerkwi klasztornych została zniszczona, ziemie monasterskie przekazano w kolejnych latach sowchozowi. Niektórzy mnisi do 1930 żyli wspólnie nad rzeką Pschu. W wymienionym roku członkowie wspólnoty zostali aresztowani i przewiezieni do Suchumi i do Noworosyjska. Grupa ok. 150 zakonników została następnie stracona bez sądu. Następnie w monasterze urządzone zostało sanatorium, w głównym soborze początkowo znajdował się klub, następnie zaś ekspozycja muzealna.
Na początku lat 90. XX wieku metropolita suchumsko-abchaski Dawid bez powodzenia ubiegał się o reaktywację monasteru i uczynienie z niego rezydencji prawosławnych biskupów suchumskich. W okresie tym rozpoczęto jedynie odprawianie nabożeństw pod budynkami soboru św. Pantelejmona i cerkwi św. Szymona. W czasie wojny w Abchazji w latach 1992-1993 w monasterze działał szpital polowy, a zabudowania klasztorne ponownie zostały uszkodzone. W 1993 ihumen Piotr (Pigol) za zgodą władz de facto autonomicznej Abchazji doprowadził do reaktywacji monasteru. Ihumen działał w porozumieniu z klasztorem św. Pantelejmona na Athosie, nie kontaktując się z Gruzińskim Kościołem Prawosławnym, którego jurysdykcja obejmuje Abchazję. Protesty Cerkwi Gruzińskiej doprowadziły do odwołania ihumena z Nowego Atonu, przez co doszło do rozproszenia się zgromadzonej przez niego wspólnoty. W monasterze zamieszkali wówczas mnisi narodowości abchaskiej, zaś nowym przełożonym wspólnoty został hieromnich Andrzej (Ampar). Ponownie organizacja klasztoru odbywała się bez zgody patriarchy Gruzji.
22 maja 2011 mnisi monasteru ogłosili powstanie autonomicznej metropolii abchaskiej, nawiązującej do tradycji Katolikosatu Abchazji, kanonicznego lokalnego Kościoła prawosławnego wcielonego w XVII w. do Patriarchatu Gruzińskiego.

## Architektura
Całość zabudowań monasterskich tworzy zamknięty prostokąt. Na wewnętrznym dziedzińcu znajduje się główna świątynia klasztorna autorstwa Mikołaja Nikołowa - sobór św. Pantelejmona, wzniesiony w latach 1898-1900 w stylu neobizantyjskim. Długość budynku soboru wynosi 53,3 metra, szerokość - 33,7 m, zaś wysokość - 40 metrów. Freski we wnętrzu świątyni wykonywali malarze z Paliechu oraz moskiewscy malarze pod kierunkiem N. Mołowa i A. Sieriebriakowa. Postać Marii Magdaleny namalował Michaił Niestierow. Freski na Nowym Atonie były jednym z ostatnich zespołów malarstwa sakralnego w przedrewolucyjnej Rosji; równocześnie wchodzące w ich skład wyobrażenia niejednokrotnie odbiegają od kanonów ikonopisania, co jest szczególnie dostrzegalne w postaci Marii Magdaleny i w scenie Sądu Ostatecznego.
Obok soboru św. Pantelejmona znajduje się 50-metrowa dzwonnica.

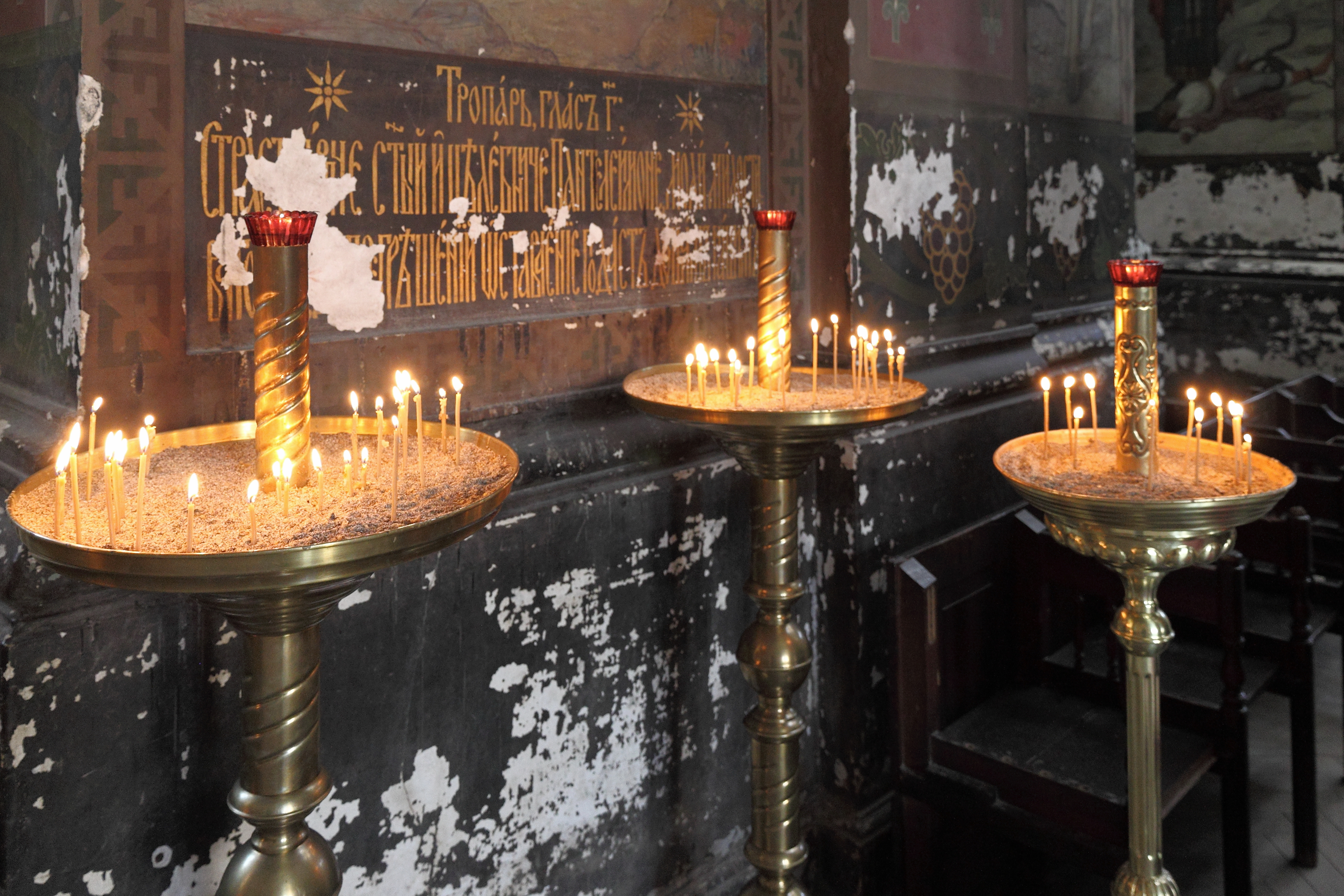
Świeczki
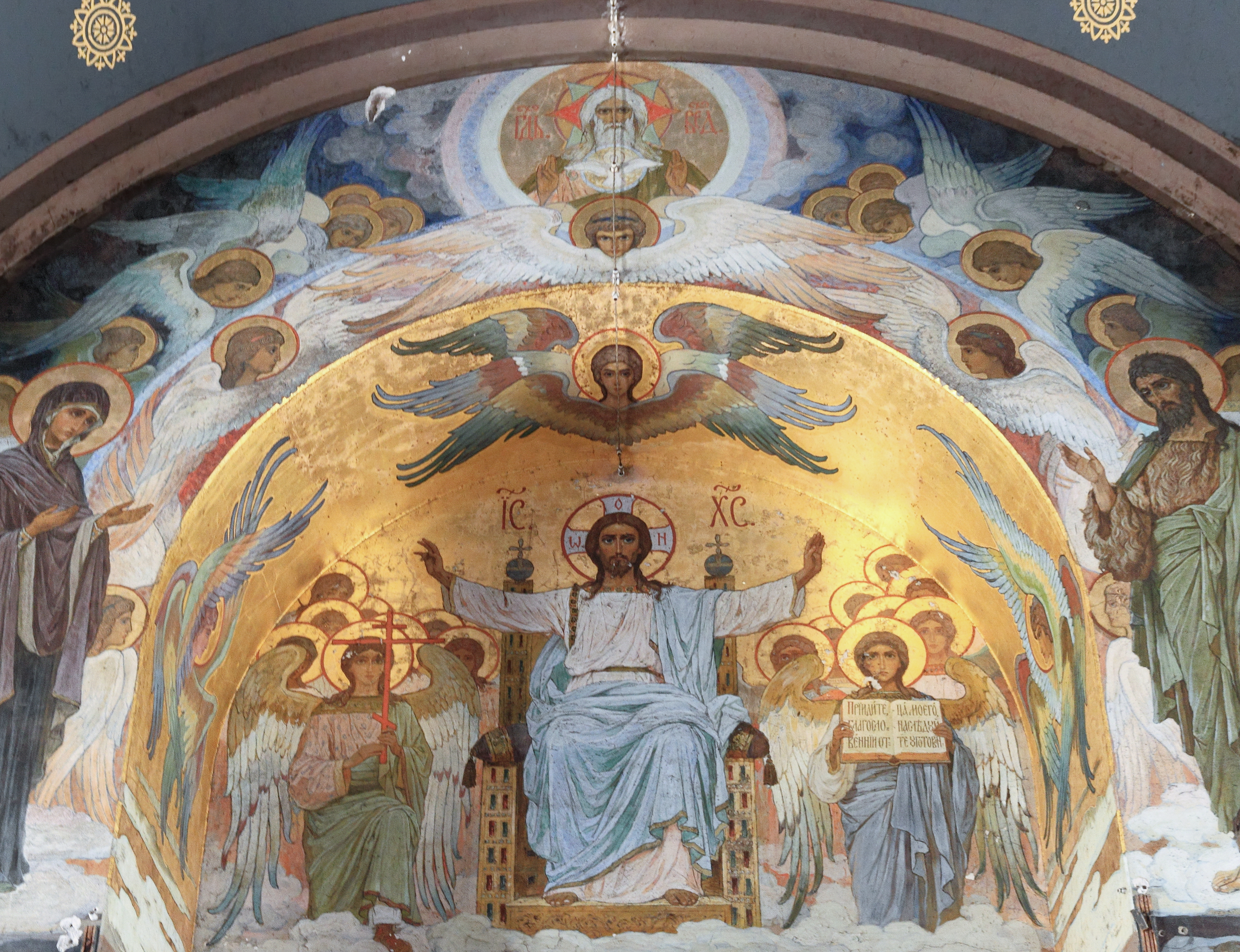
Freski
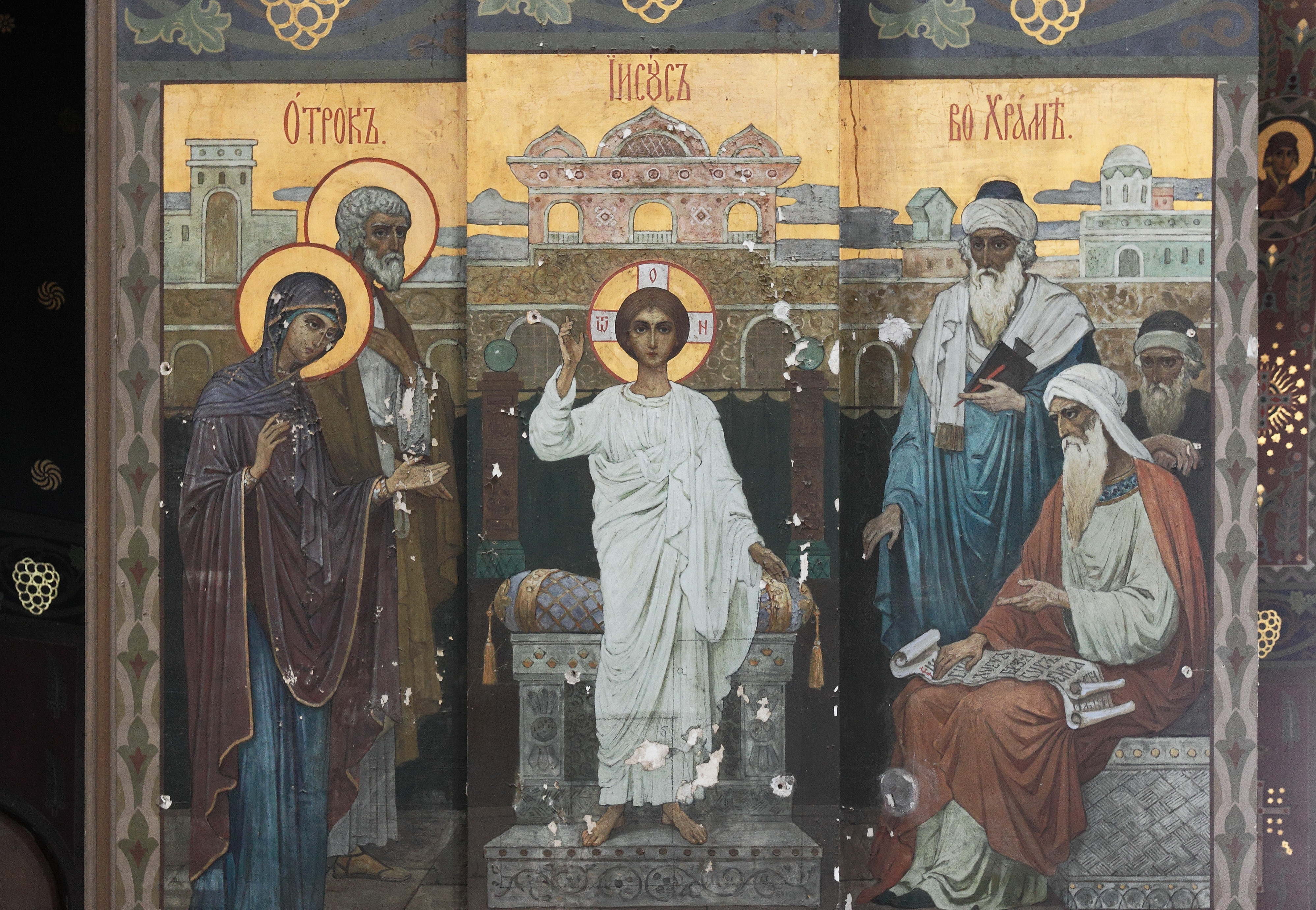
Freski
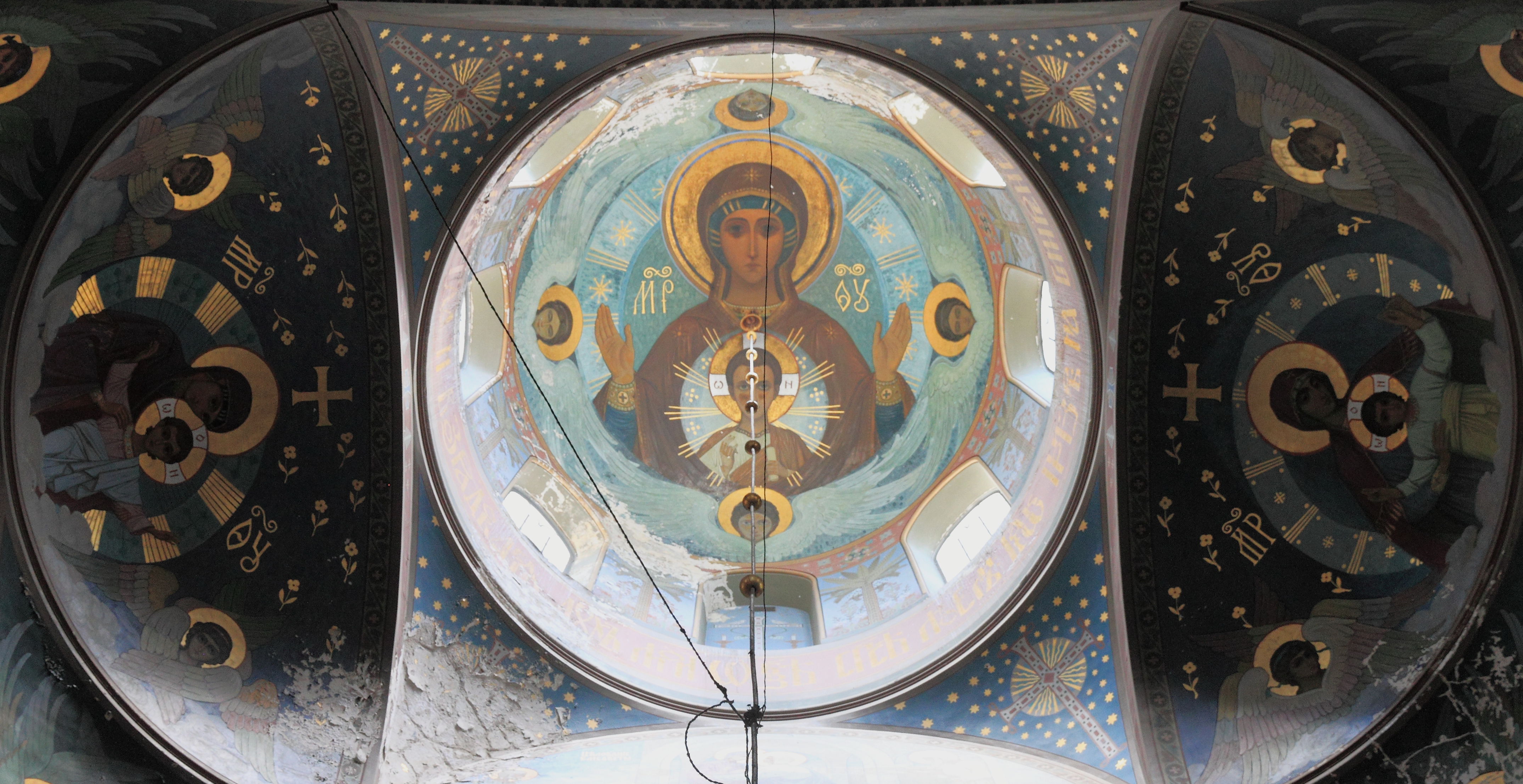
Sklepienie
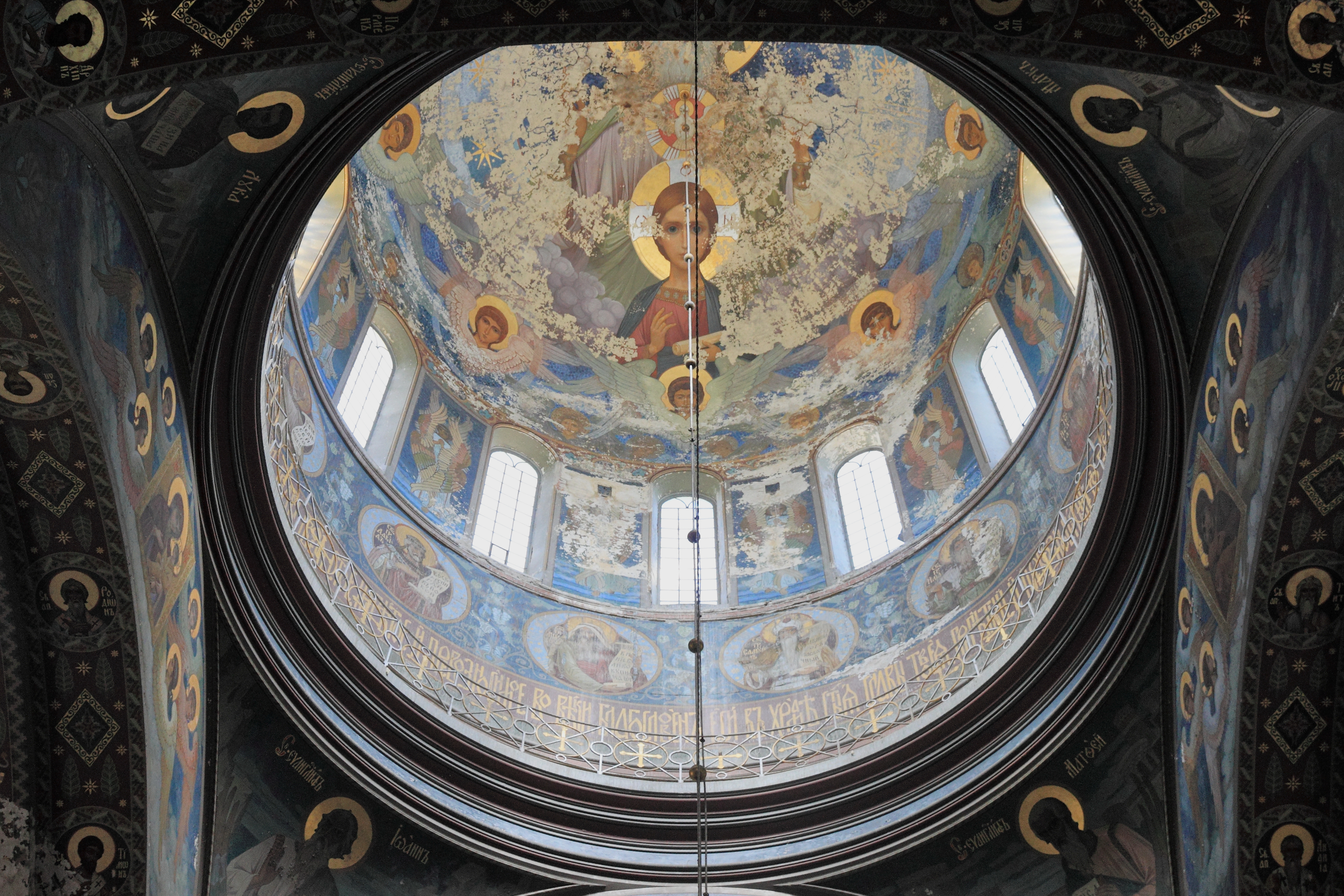
Freski pod kopułą